# Pseudonortonia unicata
Pseudonortonia unicata är en stekelart som beskrevs av Giordani Soika 1990. Pseudonortonia unicata ingår i släktet Pseudonortonia och familjen Eumenidae. Inga underarter finns listade i Catalogue of Life.